# Lothar Bellag

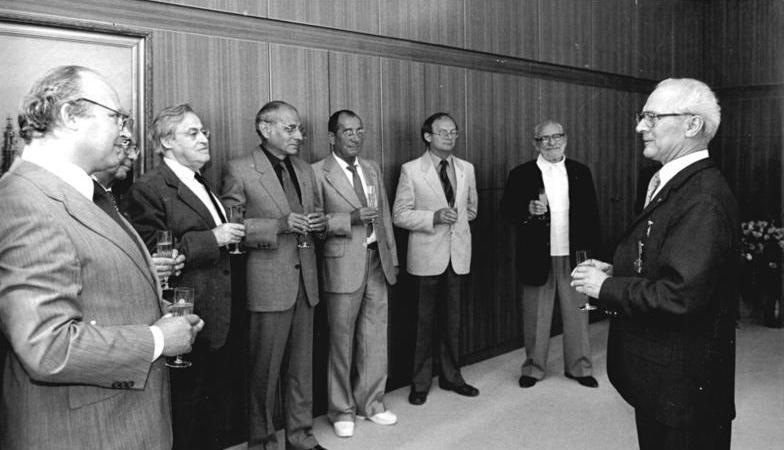
Lothar Bellag (links) gratuliert Erich Honecker zum 70. Geburtstag (1982)

Lothar Bellag (* 27. November 1930 in Berlin; † 8. August 2001) war ein deutscher Schauspieler und Regisseur, der vor allem durch Arbeiten für das Fernsehen der DDR bekannt wurde.

## Leben
Bellag studierte 1947 bis 1949 Schauspiel an der Mendelssohn-Akademie Leipzig. Bis 1962 war er zunächst Schauspieler in Rostock und am Theater der Freundschaft, heute Theater an der Parkaue in Berlin, seit 1954 Schauspieler und Regisseur am Berliner Ensemble. Seit 1962 war er beim Deutschen Fernsehfunk bzw. Fernsehen der DDR als Regisseur fest angestellt.
Er war seit 1967 Vizepräsident und seit 1979 als Nachfolger von Andrew Thorndike Präsident des Verbandes der Film- und Fernsehschaffenden der DDR sowie seit 1969 Mitglied der Akademie der Künste. 1968 und 1987 wurde er mit dem Nationalpreis der DDR ausgezeichnet.

## Theater (Regie)
- 1955: Johannes R. Becher: Winterschlacht (Berliner Ensemble)
- 1957: Bertolt Brecht: Die Gesichte der Simon Machard (Theater der Freundschaft)
- 1957: Bertolt Brecht: Furcht und Elend des Dritten Reiches – Regie mit Käthe Rülicke/Konrad Swinarski/Carl M. Weber/Peter Palltzsch (Berliner Ensemble)
- 1958: Wera Küchenmeister/Claus Küchenmeister: Damals 18/19 (Theater der Freundschaft)
- 1962: Konstantin Simonow: Der Vierte (Volksbühne Berlin – Theater im III. Stock)
- 1962: Saul O’Hara: Inspektor Campbells letzter Fall – Regie mit Wolfgang Langhoff (Deutsches Theater Berlin – Kammerspiele)
- 1963: Die rote Kamille
- 1964: Die Glasmenagerie nach dem Drama von Tennessee Williams
- 1966: Benito Wogatzki: Meine besten Freunde
- 1966: Benito Wogatzki: Besuch aus der Ferne
- 1966: Die Ermittlung (Theateraufzeichnung)
- 1967: Benito Wogatzki: Die Geduld der Kühnen
- 1968: Benito Wogatzki: Zeit ist Glück
- 1969: Benito Wogatzki: Die Zeichen der Ersten
- 1969: Der Engel im Visier
- 1970: Fiete Stein
- 1972: Der Regimentskommandeur
- 1973: Scheidungsprozeß
- 1974: Der kaukasische Kreidekreis, Studioinszenierung
- 1976: Der große Klaus
- 1977: Rückkopplung
- 1979: Benito Wogatzki: Tull
- 1981: Das Ermittlungsverfahren
- 1982: Der Mann von der Cap Arcona
- 1985: Johann Sebastian Bach 4 Teile
- 1988: Tiere machen Leute 9 Teile
- 1990: Helmut Sakowski: Wie ein Vogel im Schwarm

## Theater (Schauspieler)
- 1955: Alexander Ostrowski: Ziehtochter (Leonid) – Regie: Angelika Hurwicz (Berliner Ensemble)
- 1959: Bertolt Brecht: Leben des Galilei – Regie: Erich Engel (Berliner Ensemble)

## Filmografie (Auswahl)
- 1957: Mutter Courage und ihre Kinder (Theateraufzeichnung)
- 1964: Der geteilte Himmel
- 1965: Schlafwagen Paris–München (Fernsehfilm)
- 1966: Columbus 64 (Fernseh-Mehrteiler)
- 1968: Wege übers Land (fünfteiliger Fernsehfilm)
- 1975: Aus meiner Kindheit
- 1976: Helmut Sakowski: Daniel Druskat; (fünfteiliger Fernsehfilm)
- 1979: Tull (Fernsehfilm)
- 1980: Muhme Mehle (Fernsehfilm)